# Çivril
Çivril é uma cidade e um distrito da província de Denizli, na Região do Egeu, na Turquia. O distrito tem 1 478 km² de área e 61 491 habitantes, o que faz dele o mais populoso da província a seguir ao de  Denizli. A cidade tem 17 653 habitantes e está situada numa planície ao noroeste de Denizli, próxima a Uşak, capital da província vizinha com o mesmo nome.

## História
Durante uma escavação liderada pelos arqueólogos britânicos Prof. Seton Lloyd e Prof. James Mellaart entre 1953 e 1959 em Beycehöyük, 6 km ao sul da cidade de Çivril, diversos artefatos datados da Idade do Cobre (circa 3 000 a.C.) foram encontrados. Acredita-se que Beycehöyük tenha sido o centro do reino de Arzaua, contemporâneo do Império Hitita. Posteriormente, os frígios, cários, lídios, persas e os macedônios passaram pela região durante a história, deixando poucos traços.
Assume-se que as relíquias de salteadores e carroças em montes e em pedras encontradas na fazenda Yavuzca, a 20 km de Çivril, datem do período dos frígios, cujo principal assentamento era chamado de Eumeneia (em português:  Eumênia ou Euménia).
A antiga e ainda pouco estudada cidade de Eumênia está localizada às margens do Lago Işıklı, perto de Çivril, num local que atualmente é uma área de recreação.